# Taggsvampar
Taggsvampar är en grupp av svampar som tillhör stammen basidiesvampar inom svampriket.
Taggsvamparna kännetecknas av att de har taggar där deras basidium växer och av att de oftast är mycket sega i sin konsistens. De är inte giftiga, men bara ett fåtal arter är eftersökta som matsvampar.
Taggsvampar är ingen systematisk grupp.

## Släkten
- Bleka taggsvampar (Hydnum)
- Fjälliga taggsvampar (Sarcodon)
- Korktaggsvampar (Hydnellum)
- Lädertaggsvampar (Phellodon)